# Фельд, Игорь Эмильевич
Игорь Эмильевич Фельд (21 февраля 1941 года, Ленинград — 15 февраля 2007 года) — советский легкоатлет, специализирующийся в прыжках с шестом. Участник Олимпийских игр 1964 года. Чемпион Европы в помещении 1967 года. Чемпион СССР 1967 года. Чемпион СССР в помещении 1965 года. Мастер спорта СССР международного класса (1965).

## Биография
Игорь Эмильевич Фельд родился 21 февраля 1941 года в Ленинграде. Начал заниматься лёгкой атлетикой в 1954 году. Тренировался под руководством Аллана Михайловича Нотмана и Ванадия Яковлевича Розенфельда. Выступал за ДСО «Зенит» и «Труд». Призёр чемпионатов СССР 1964 и 1965 года. Бронзовый призёр Универсиады 1965 года.
В 1965 году Игорь Эмильевич окончил Ленинградский институт инженеров железнодорожного транспорта, затем — аспирантуру Ленинградского института авиационного приборостроения (ныне - ГУАП). С 1970 по 1977 год был старшим преподавателем Ленинградского института авиационного приборостроения (ныне - ГУАП). Кандидат педагогических наук (1974). С 1977 по 1990 год работал начальником отдела лёгкой атлетики Спорткомитета Ленинграда. С 1990 по 1998 год был председателем Федерации лёгкой атлетики Санкт-Петербурга, с 1998 по 2006 год — первым вице-президентом. Член президиума Всероссийской федерации лёгкой атлетики.
Умер 15 февраля 2007 года.
В Санкт-Петербурге ежегодно проводятся легкоатлетические соревнования его памяти.

## Основные результаты

### Международные
| Год  | Соревнования                 | Место проведения    | Место | Результат |
| ---- | ---------------------------- | ------------------- | ----- | --------- |
| 1964 | Олимпийские игры             | Токио, Япония       | 9     | 4,80 м    |
| 1965 | Универсиада                  | Будапешт, Венгрия   | 3     | 4,80 м    |
| 1966 | Чемпионат Европы в помещении | Дортмунд, ФРГ       | 4     |           |
| 1966 | Чемпионат Европы             | Будапешт, Венгрия   | 10    | 4,70 м    |
| 1967 | Чемпионат Европы в помещении | Прага, Чехословакия | 1     | 5,00 м    |

### Национальные
| Год  | Соревнования               | Место проведения | Место | Результат |
| ---- | -------------------------- | ---------------- | ----- | --------- |
| 1964 | Чемпионат СССР             | Киев             | 3     | 4,70 м    |
| 1965 | Чемпионат СССР в помещении |                  | 1     | 4,70 м    |
| 1965 | Чемпионат СССР             | Алма-Ата         | 2     | 4,90 м    |
| 1967 | Чемпионат СССР             | Москва           | 1     | 5,15 м    |